# Château d'Oche (Saint-Priest-les-Fougères)
Pour les articles homonymes, voir Château d'Oche.
Le château d'Oche, est un château français implanté sur la commune de Saint-Priest-les-Fougères dans le département de la Dordogne, en région Nouvelle-Aquitaine.

## Présentation
Le château d'Oche se situe au sud de la commune de Saint-Priest-les-Fougères, à proximité de la route départementale 79, à 50 km au sud-est de Limoges.
C'est une propriété privée exploitée en chambres d'hôtes et en gîte.

## Historique
Un premier château est bâti au XVe siècle. Le château actuel est reconstruit à la fin du XIXe siècle.
Propriété de l'État français, il sert de centre de vacances pendant la seconde moitié du XXe siècle avant d'être vendu en 2006.

## Galerie

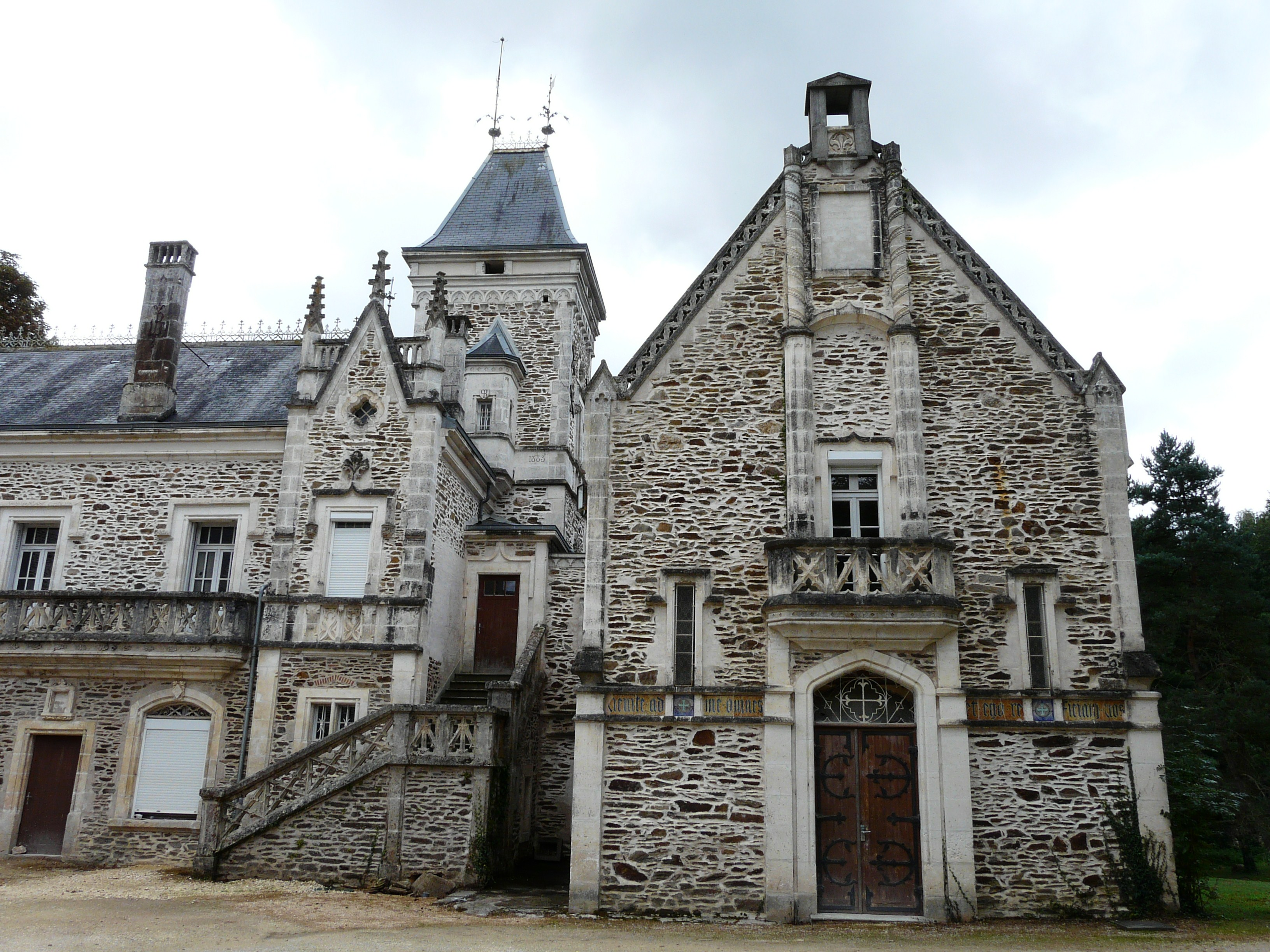
La chapelle du château.
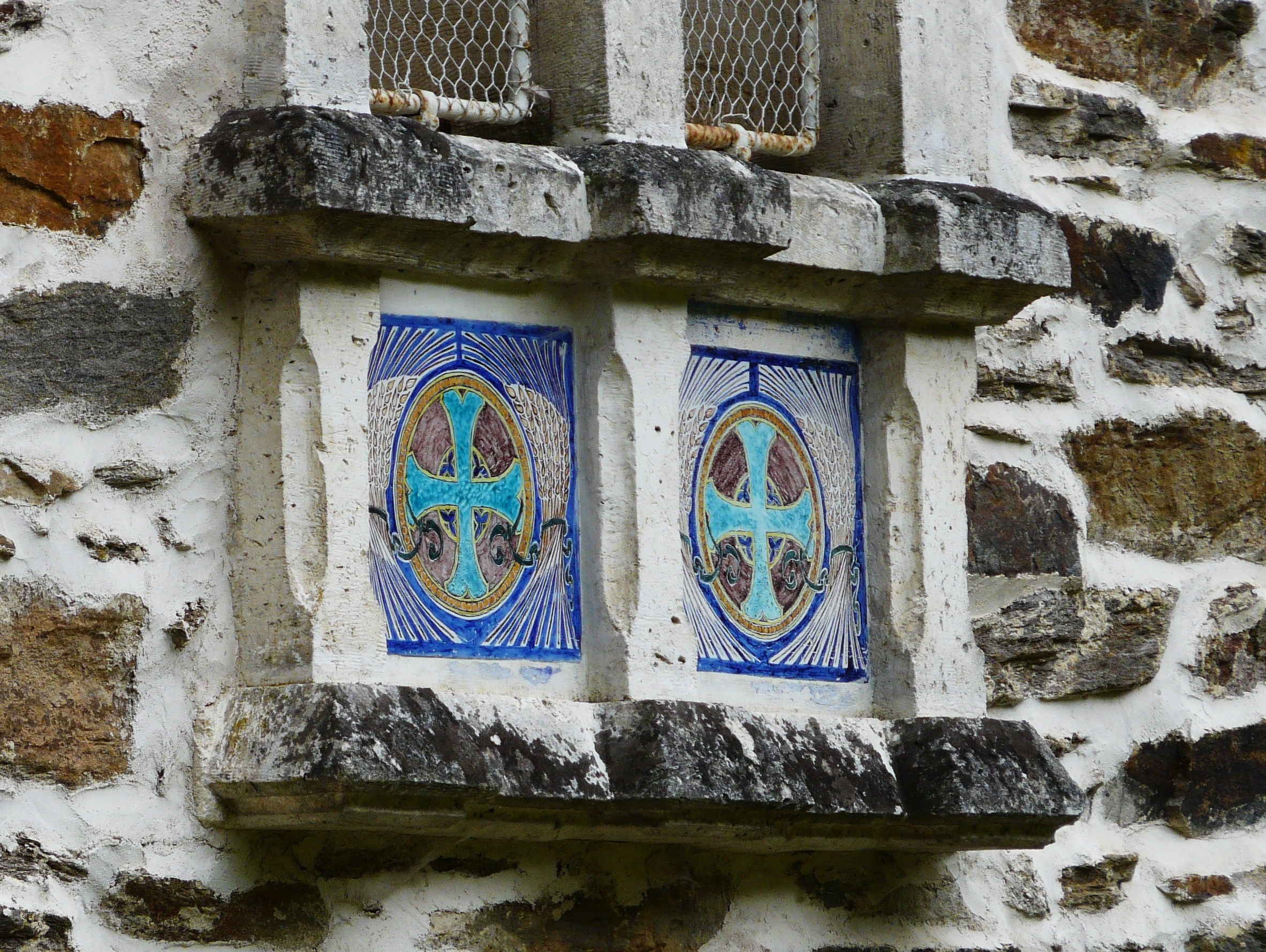
Décor de la chapelle.
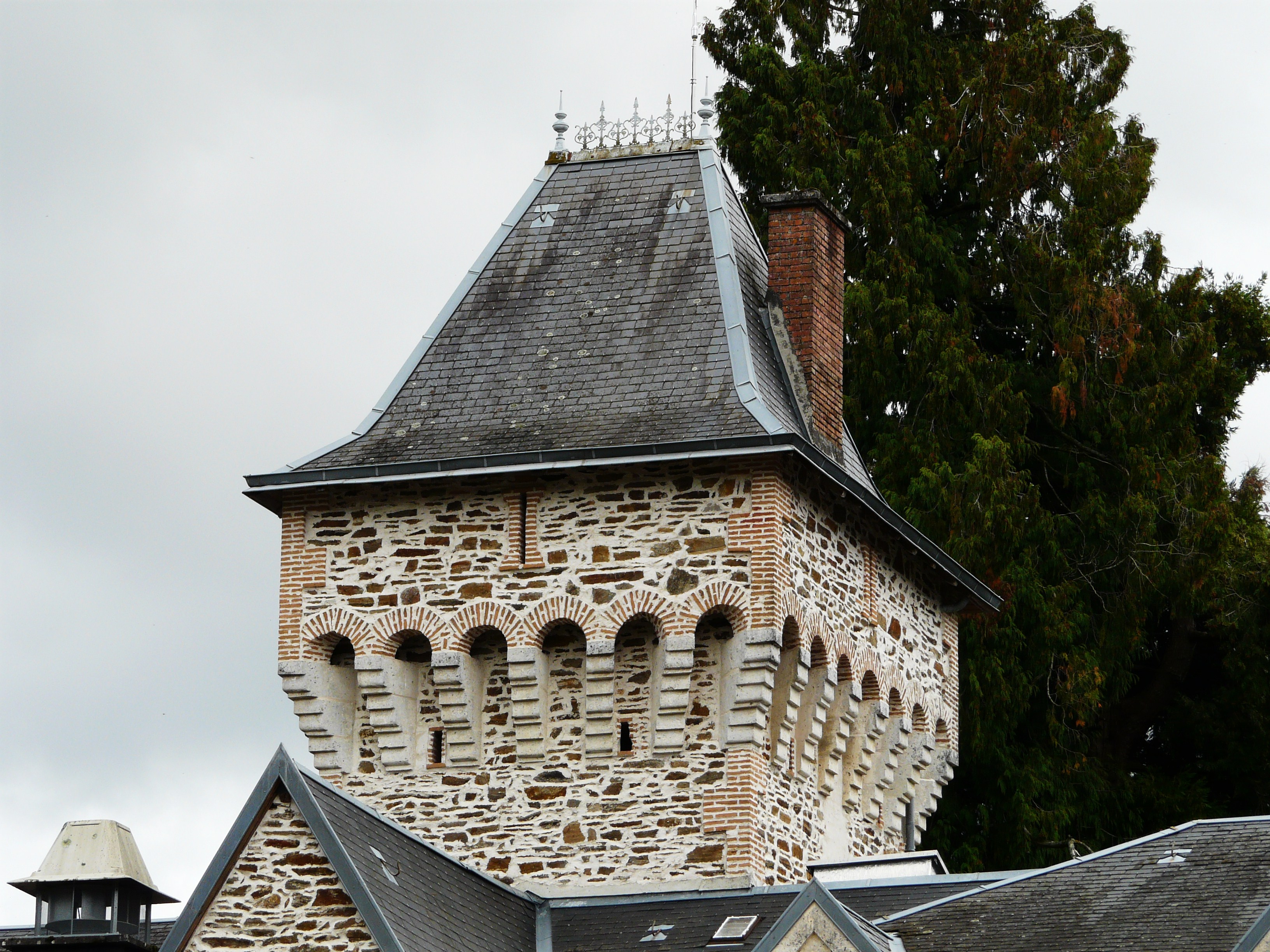
Le donjon.
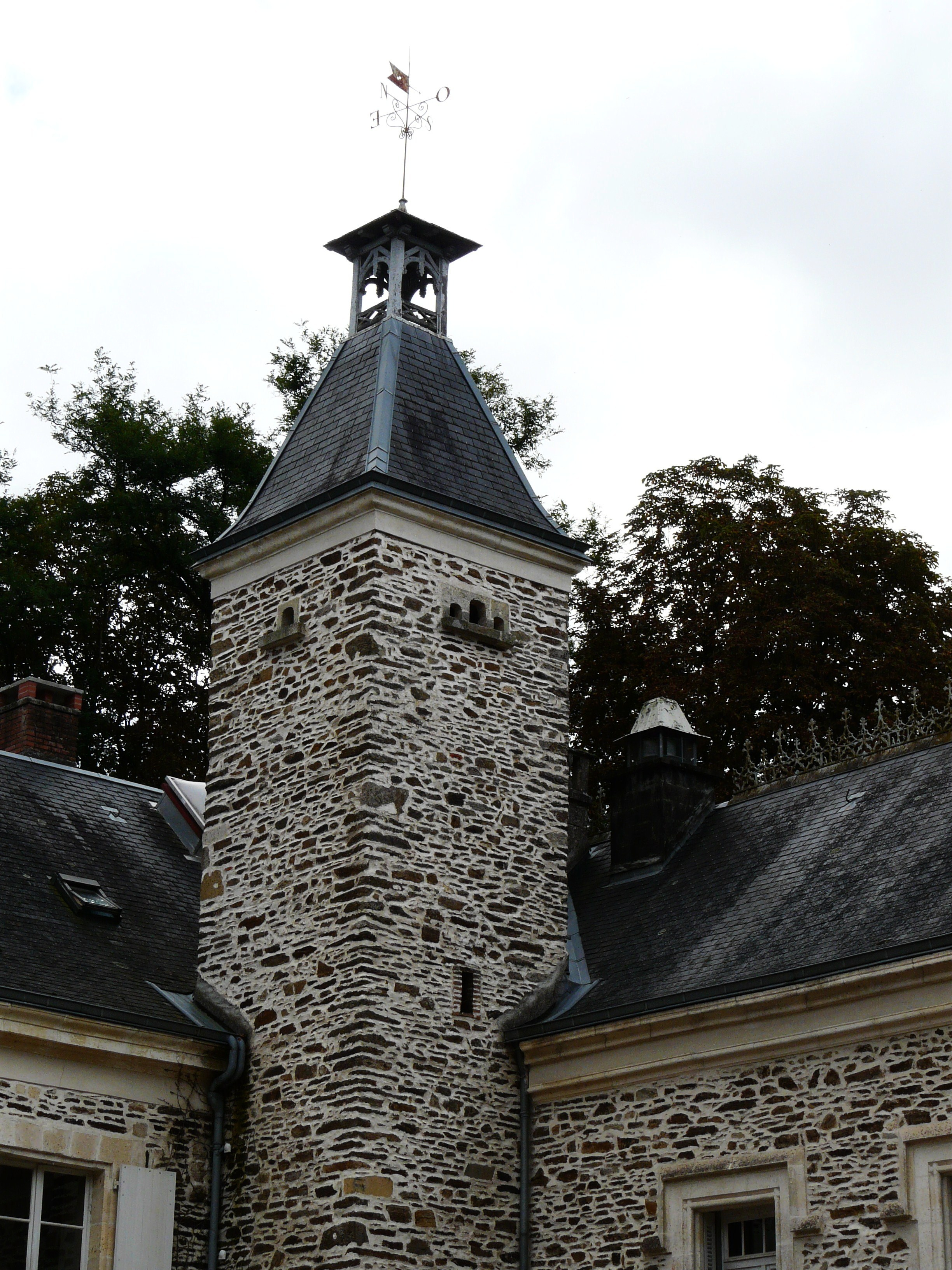
La tour pigeonnier.